# Vudù della Louisiana

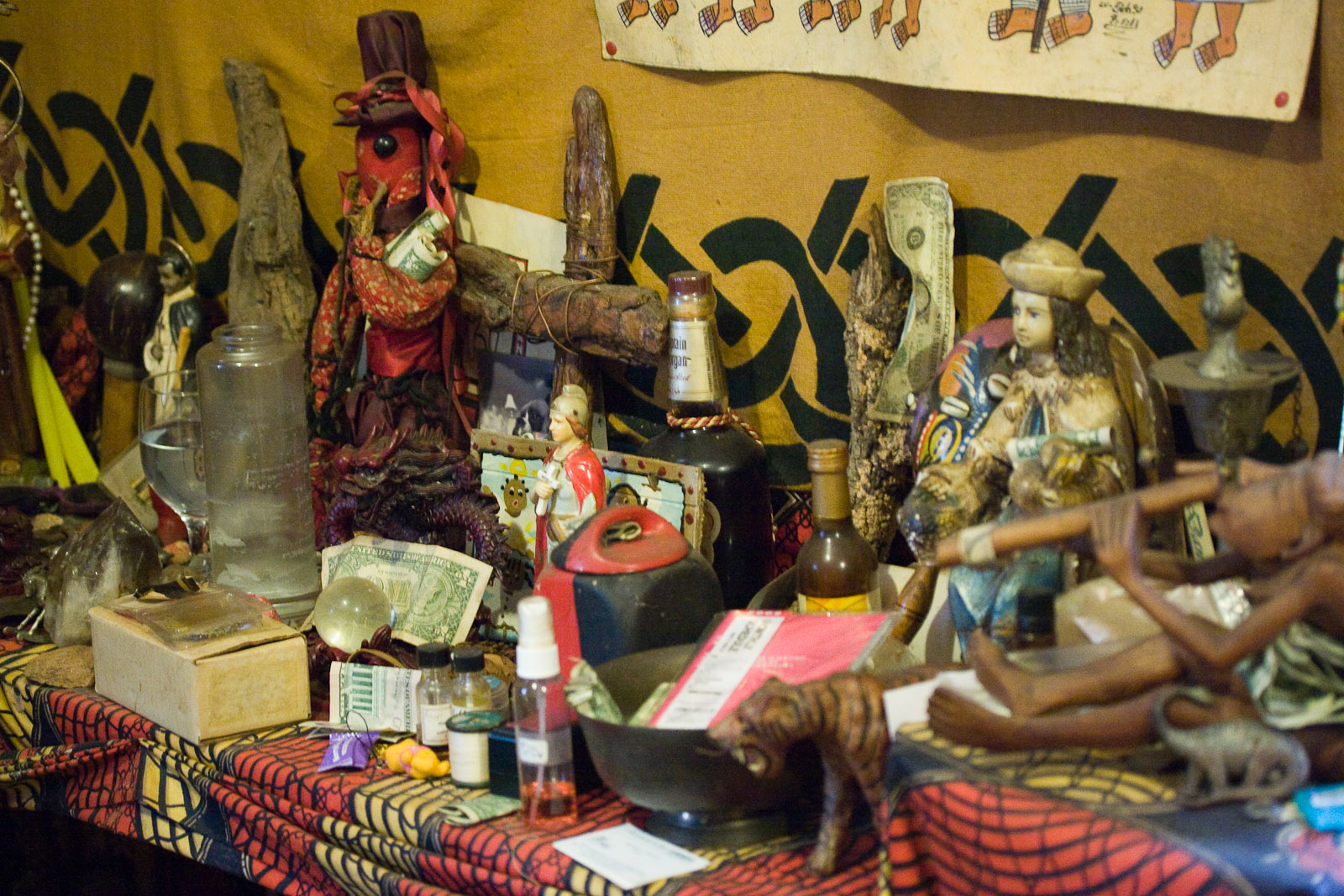
Un altare utilizzato nel vudù luisianese, in mostra nel quartiere francese di New Orleans

Il vudù luisianese (in lingua francese: vaudou louisianais), noto anche come vudù di New Orleans o vudù creolo, è una religione afroamericana diasporica, originaria della Louisiana che nacque attraverso un processo di sincretismo tra le religioni tradizionali dell'Africa occidentale, il cattolicesimo e il vudù haitiano. La religione esistette dal XVIII secolo al XX secolo (in cui risultò estinta), tuttavia venne resuscitata in una forma alterata alla fine del XX secolo. Non esiste un'autorità centrale che controlli il vudù luisianese, poiché è organizzato in gruppi indipendenti.
Diversi documenti storici svelano i nomi di vari spiriti adorati dai vuduisti, tra cui spiccano: Blanc Dani, Damballa e Papa Legba. Anche gli spiriti dei morti hanno svolto un ruolo di primo piano nel vudù luisianese, tanto che alcuni degli attuali praticanti considerano la religione una forma di culto degli antenati. I resoconti storici suggeriscono che nel XIX secolo i santi esercitarono una significativa influenza sul vudù luisianese, anche se (a partire dal XX secolo) divenne abbastanza comune che venissero adorate divinità di altre religioni, anche presso le altre religioni africane. La produzione di amuleti, noti come gris-gris, è molto diffusa nel vudù luisianese.
Dall'inizio del XVIII secolo gli schiavi dell'Africa occidentale (per la maggior parte, di etnia bambara e kongo) vennero deportati nella Louisiana, una colonia francese. In quella nuova terra, le loro tradizionali religioni si sincretizzarono con la fede cattolica dei padroni francesi, e questo continuò anche quando la Louisiana passò sotto il controllo spagnolo, e anche quando venne infine incorporata dagli Stati Uniti, nel 1803. All'inizio del XIX secolo, molti migranti haitiani fuggiti dalla rivoluzione haitiana arrivarono in Louisiana, portando con sé la loro religione; il vudù haitiano (che contribuì alla creazione del vudù luisianese). Sebbene la nuova religione non venne mai vietata, il suo culto pubblico venne limitato da una serie di leggi che stabilivano quando e dove gli africani potevano riunirsi, e quindi il vudù luisianese venne praticato clandestinamente (arrivando a diffondersi anche presso il Mississippi, nel Missouri). Durante il XIX secolo, diversi praticanti di spicco, come Marie Laveau e il Dottor John, attirarono una notevole attenzione mentre, all'inizio del XX secolo, la pratica pubblica del vudù luisianese era fortemente diminuita (sebbene molte delle sue pratiche siano sopravvissute come, ad esempio, l'hoodoo). Dopo gli anni 1960, le agenzie turistiche di New Orleans utilizzarono sempre più riferimenti al vudù luisianese per attirare visitatori, mentre allo stesso tempo si verificò una rinascita della religione da cui venivano spesso riprese caratteristiche di altre religioni africane (come il vudù haitiano e la cubana santeria).
Sebbene abbia avuto origine presso le comunità africane emigrate a New Orleans, il vudù luisianese include partecipanti caucasici, dal XIX secolo, e alcuni gruppi contemporanei hanno una maggioranza di membri caucasici. La religione affrontò a lungo l'opposizione dei non praticanti (che l'hanno bollata come stregoneria e adorazione del diavolo) e molte raffigurazioni diffamatorie apparvero presso la società.

## Storia

### Louisiana francese e spagnola
Le origini del vudù luisianese sono avvolte nel mistero (al punto che vennero impreziosite da leggende popolari). Nel 1699 i coloni francesi arrivarono nella Louisiana, mentre i primi schiavi africani arrivarono nel 1719. Nel 1763 l'Impero spagnolo acquisì la colonia e la mantenne fino al 1803 e, durante questo periodo, le religioni degli schiavi dell'Africa occidentale (combinate con elementi del cattolicesimo dei coloni francesi e spagnoli) costituirono le origini del vudù luisianese. Sotto il governo coloniale francese e spagnolo, il vudù non subì forti persecuzioni: non esistono documenti storici che attestino che la Chiesa cattolica abbia condotto "campagne anti-superstizione" contro la religione della Louisiana.
Tutti i gruppi dell'Africa occidentale contribuirono allo sviluppo del vudù luisianese. La loro conoscenza di erbe, veleni e la creazione rituale di amuleti (utilizzati per proteggere sé stessi o per danneggiare altre persone) divennero elementi chiave del vudù luisianese. Durante il periodo coloniale francese, circa l'80% degli schiavi africani portati in Louisiana provenivano dal popolo bambara del bacino del Senegal mentre la maggior parte del restante 20% erano congolesi (tra cui, alcuni provenienti dal Regno di Dahomey). Dopo che gli spagnoli presero il controllo della colonia, un numero crescente di schiavi venne importato dal Congo (determinando una "congolizzazione" della comunità afroamericana di New Orleans).
La comunità di schiavi superò rapidamente i coloni europei che emigrarono in Louisiana. La colonia francese non era una società stabile quando arrivarono gli schiavi africani subsahariani che, appena arrivati, dominarono la comunità degli schiavi (secondo un censimento del 1731-1732, il rapporto tra schiavi africani subsahariani e coloni europei era più di due a uno). Una minima quantità di coloni erano piantatori e schiavisti (proprietari di piantagioni di zucchero), con un lavoro che richiedeva grandi forze di lavoro, e poiché gli schiavi africani erano tenuti in grandi gruppi isolati dai bianchi, venne loro consentito di conservare le loro pratiche e le loro culture indigene. Nella Louisiana settentrionale (e in altre colonie europee, nel Sud degli Stati Uniti), le famiglie schiavizzate erano, generalmente, separate: un gran numero di schiavi africani, che un tempo vivevano assieme alle loro famiglie o comunità vennero inviati in diverse piantagioni. Tuttavia, nel Sud della Louisiana, le famiglie, le culture e le lingue africane vennero mantenute più intatte che nel Nord (e questo permise la sopravvivenza in quell'area delle tradizioni culturali, delle lingue e delle pratiche religiose degli schiavi africani).
Sotto le leggi francesi (e l'influenza del cattolicesimo), i funzionari riconoscevano, nominalmente, i gruppi familiari, vietando di separare dalle loro famiglie e vendere gli schiavi bambini, se erano minori di quattordici anni e permisero il mantenimento della leggenda di wake tuko presso la popolazione schiava. L'elevata mortalità della tratta degli schiavi portò i suoi sopravvissuti a un senso di solidarietà reciproca mentre l'assenza di frammentazione nelle comunità schiavizzate (insieme al rapporto di fratellanza, determinato dalle difficoltà della schiavitù), portò a una "comunità schiavizzata coerente, funzionale, ben integrata, autonoma e sicura di sé".
La pratica di creare e indossare amuleti per proteggere, guarire o ferire altre persone, era un aspetto chiave del vudù luisianese. L'ouanga (un amuleto usato per avvelenare un nemico), conteneva le radici tossiche dell'albero figuier maudit (portato dall'Africa e conservato in Louisiana): le radici macinate venivano combinate con altri elementi come ossa, chiodi, radici, acqua santa, candele sante, incenso santo, pane santo o crocifissi. Il sacerdote invocava spesso la protezione di Geova e di Gesù. Questa apertura da parte della fede africana permise l'adozione di pratiche cattoliche nel vudù louisianese.
Un altro elemento, importato dall'Africa occidentale, era la venerazione degli antenati e la conseguente enfasi sul rispetto per gli anziani. Per questo motivo, il tasso di sopravvivenza tra le popolazioni anziane schiavizzate era alto (costituendo un'"africanizzazione della cultura creola della Louisiana"). La prima testimonianza delle pratiche religiose tradizionali africane praticate in Louisiana risale al 1730, quando Antoine-Simon Le Page du Pratz descrisse l'uso del Gris-gris.

### L'acquisto della Louisiana e l'influenza haitiana
Nel 1803, gli Stati Uniti presero il controllo della Louisiana, attraverso l'acquisto della Louisiana. Contemporaneamente, avvenne la rivoluzione haitiana, in cui le popolazioni di discendenza africana (abitanti la colonia caraibica francese di Saint-Domingue), rovesciarono il governo coloniale francese e fondarono una repubblica indipendente: Haiti. Molti di coloro che fuggirono dalla guerra rivoluzionaria sbarcarono in Louisiana, portando con sé il vudù haitiano (una religione che deriva dal sincretismo tra la religione africana yoruba, con il cattolicesimo). La migrazione fu sostanziale: solo nel 1809, diecimila persone arrivarono da Saint-Domingue (raddoppiando la popolazione di New Orleans) e convertirono vari africani nativi della Louisiana alla loro religione (fondendo le loro pratiche con le tradizioni religiose, di derivazione africana, già presenti in Louisiana), contribuendo alla formazione del vudù luisianese.
Secondo la leggenda, il primo luogo di incontro dei praticanti vudù, a New Orleans, era in una fornace abbandonata nel Quartiere francese, tuttavia, gli incontri vennero interrotti dalla polizia e, quindi, gli incontri futuri, si spostarono al bayou St. John e lungo le rive del lago Pontchartrain. La religione piaceva ai membri della diaspora africana, che fossero schiavi o uomini liberi e, probabilmente, si diffuse dalla Louisiana (e dalle varie comunità afroamericane) in tutta la valle del fiume Mississippi (poiché, ci sono testimonianze, risalenti al XIX secolo, sui rituali Vudù, sia a Saint Louis sia a Saint Joseph).
Il vudù non è mai stato, esplicitamente, bandito in Louisiana. Tuttavia (per i timori delle istituzioni che il vudù potesse venire usato per fomentare una ribellione degli schiavi), nel 1817 il Municipio emanò un'ordinanza che impediva agli schiavi di ballare in giorni diversi dalla domenica e in luoghi diversi da quelli specificamente designati a tale scopo: la posizione principale consentita era Congo Square, a New Orleans (ma nonostante questo, rituali di danza vudù continuarono, clandestinamente, in altri luoghi). Nella prima parte del XIX secolo, gli articoli dei giornali iniziarono a denunciare la religione e nell'agosto 1850, una cinquantina di donne (molte delle quali, caucasiche), furono arrestate durante una cerimonia di danza Vudù, venendo successivamente multate. Nel 1855, una folla tentò di catturare una praticante, Elizabeth Sutherland, che accusarono di aver compiuto incantesimi sulle persone: la polizia locale le offrì rifugio, all'interno della stazione.
Durante la guerra civile americana, l'Union Army occupò New Orleans e cercò di sopprimere il vudù. Nel 1863, quaranta donne vennero arrestate durante una cerimonia di danza vudù in Marais Street ma la vera repressione del vudù s'intensificò in seguito alla guerra civile: in seguito agli anni 1870, gli scrittori caucasici mostrarono una crescente preoccupazione che i rituali vudù facilitassero l'interazione tra uomini africani e donne caucasiche. Quel decennio vide grandi raduni al lago Pontchartrain (alla vigilia di san Giovanni), tra cui, molti spettatori e giornalisti che, dopo il 1876, diminuirono sempre di più. Negli anni 1880 e negli anni 1890, le autorità di New Orleans repressero, nuovamente, il vudù luisianese: la religione venne utilizzata come prova per sostenere la credenza dell'élite caucasica, secondo cui gli africani erano inferiori agli europei e, quindi, per rafforzare la loro convinzione sulla necessità della segregazione legalizzata.
Vari praticanti aprirono negozi che vendevano armamentario e amuleti, e iniziarono anche a sfruttare le opportunità commerciali della religione, mettendo in scena cerimonie all'ingresso dei locali.

#### Figure prominenti
Le donne africane libere ebbero l'egemonia sul vudù luisianese durante il XIX secolo. Si guadagnavano da vivere vendendo e somministrando amuleti (o incantesimi "gris-gris") e poteri magici nonché incantesimi che garantivano di curare malattie, soddisfare i desideri e confondere o distruggere i propri nemici. Come in altre comunità coloniali francesi, si sviluppò una classe sociale di persone africane libere, a cui furono dati diritti specifici e, a New Orleans acquisirono addirittura proprietà e istruzione. Le donne africane libere avevano una quantità relativamente alta di influenza (in particolare, quelle che erano leader spirituali).
Tra le quindici "regine vudù", nei quartieri sparsi per la New Orleans del XIX secolo, Marie Laveau era conosciuta come "la regina vudù", la più eminente e potente di tutte: il suo rito religioso sulla riva del lago Pontchartrain (alla vigilia di san Giovanni, nel 1874) attirò circa dodicimila abitanti di New Orleans, sia caucasici sia africani. Anche se la sua attività sembrava non discriminatoria, potrebbe aver favorito la fuga dalla schiavitù: i suoi clienti più influenti e benestanti erano schiavi in fuga che avevano attribuito le loro riuscite fughe al potente fascino della Laveau. Sia sua madre sia sua nonna avevano praticato il vudù, tuttavia, la Laveau era stata anche battezzata dalla Chiesa Cattolica e frequentò la messa, per tutta la vita.
La Laveau lavorava come parrucchiera ma, anche, come assistente nella preparazione di rimedi erboristici e amuleti. Anche in seguito alla sua morte (avvenuta nel 1881), continuò la sua influenza nella città tanto che, nel XXI secolo, è diventata una grande attrazione turistica: in particolare, i fedeli Vudù offrono doni e pregano il suo spirito. Dall'altra parte della zona in cui è sepolta la Laveau, vengono donati poundcake alla statua di Espedito di Melitene (si ritiene che queste offerte, accelerino la realizzazione dei favori richiesti alla regina vudù) poiché Espedito rappresenta lo spirito sospeso tra la vita e la morte. Marie Laveau continua a essere una figura centrale del vudù luisianese (e della cultura di New Orleans): i giocatori d'azzardo gridano il suo nome quando lanciano i dadi e sono presenti numerose storie riguardo avvistamenti della regina vudù.
Un'altra delle figure più importanti della metà del XIX secolo fu Jean Montanée (o "Dr. John"): un uomo africano libero, che vendeva cure e altro materiale a vari clienti, accumulando fondi sufficienti per acquistare diversi schiavi. Affermò di essere un principe del Senegal, che era stato portato a Cuba e liberato in quell'isola, prima di venire in Louisiana.